# Elaphoglossum engelii
Elaphoglossum engelii är en träjonväxtart som först beskrevs av Gustav Hermann Karsten och fick sitt nu gällande namn av Hermann Christ. Elaphoglossum engelii ingår i släktet Elaphoglossum och familjen Dryopteridaceae. Inga underarter finns listade.